# 微裂银莲花
微裂银莲花（学名：Anemone subindivisa）为毛茛科银莲花属的植物，为中国的特有植物。分布于中国大陆的四川、云南等地，生长于海拔2,900米至3,700米的地区，常生长在冷杉林下、山地草坡和松栎林下，目前尚未由人工引种栽培。